# Кучеу (Салаж)
Кучеу (рум. Cuceu) насеље је у Румунији у округу Салаж у општини Жибоу. Oпштина се налази на надморској висини од 222 m.

## Становништво
Према подацима из 2002. године у насељу је живело 506 становника, од којих су сви румунске националности.